# Costera
Costera je rod s 10 druhy rostlin, náležící čeledi vřesovcovité. Je rozšířen v jihovýchodní Asii.

## Druhy
- Costera borneensis
- Costera cyclophylla
- Costera endertii
- Costera lanaensis
- Costera loheri
- Costera lucida
- Costera macrantha
- Costera ovalifolia
- Costera sumatrana
- Costera tetramera